# Nuova Trogylos Priolo
L'ASD Nuova Trogylos Priolo è la principale società di pallacanestro femminile di Priolo Gargallo (provincia di Siracusa) e tra le più importanti del Mezzogiorno.
È stata fondata nel 1970, ma la prima partecipazione ad un campionato senior risale al 1975-76, con la partecipazione alla Promozione regionale. Risale al 1986-87, invece, la prima partecipazione alla Serie A1: da allora, la compagine priolese ha vinto due scudetti e un'Eurolega.
Nel 2014 per problemi economici è ripartita dal campionato di Serie C.
Nella stagione 2018-2019 milita nel campionato regionale di Serie B.

## Storia

### Gli inizi
La Trogylos (nome del villaggio preistorico nei pressi di Priolo) fu fondata dall'allenatore ragusano Santino Coppa nel 1970. Inizialmente, la società si dedicava solo al settore giovanile; poi, nel 1975-76, si iscrisse al primo campionato maggiore organizzato dalla FIP, la Promozione regionale: le ragazze priolesi vinsero il proprio girone e furono ammesse alla Serie C. Dopo un anno di assestamento, giunse la seconda promozione, ottenuta al termine di una Poule B conquistata per la migliore differenza canestri nei confronti del Basket Catania. Nel 1978-79 disputò la sua prima stagione in Serie B.
Al termine della stagione 1979-1980 Priolo ottenne un altro successo, vincendo la Serie B ed approdando in Serie A2. Nel 1981 Carlo Lungaro assunse la presidenza: si trattava del direttore dello stabilimento petrolchimico dell'Enichem, che diventò lo sponsor principale del Trogylos.

### Il primo scudetto

Pina Tufano con la maglia dell'Enichem Priolo stagione 1985-86.

L'Enichem Priolo restò in Serie A2 per cinque anni prima di essere promossa nella massima serie. Nel 1986-87 la matricola Polenghi Priolo si classificò a sorpresa al quarto posto, ottenendo il privilegio di disputare i quarti di finale dei play-off scudetto contro Sesto San Giovanni. La stagione successiva, fece anche meglio: l'Ibla giunse terza, perdendo questa volta gli spareggi contro Cesena in gara-5. Al terzo tentativo, stagione 1988-1989, la squadra di Santino Coppa vinse lo scudetto: terza al termine della regular season, l'Enichem batté nell'ordine Perugini Viterbo, Primizie Parma e Gemeaz Milano.
Costruito in fretta il Palazzetto dello sport, denominato PalaEnichem (oggi PalaAcer), per poter ospitare le gare dell'Eurolega, l'Enichem Priolo disputò un'altra grande stagione culminata con la vittoria della Coppa dei Campioni contro il CSKA Mosca battendola per 86-71, sul campo neutro di Cesena. Nel 1992 l'Estel Vicenza sconfisse le priolesi in finale di Coppa Ronchetti. Nel 1994 Lungaro lasciò la presidenza e si succedettero alla guida della squadra Vittorio Guarnotta, Francesco Copani e Giuliano Ricciardi. L'anno successivo, Priolo si fermò in semifinale di Coppa Ronchetti contro Parma.

### Il secondo scudetto

La Statunitense Regina Street con la maglia della Polenghi Priolo stagione 1986-87

Dopo un periodo di anonimato, l'Isab Priolo tornò sul tetto d'Italia al termine della stagione 1999-00, battendo in finale play-off Schio per 3-1. Nel 2001 avvenne un altro cambio alla presidenza: Paolo Giuliano succedette a Ricciardi. Nel 2002-03 l'Acer arrivò dodicesima al termine della stagione regolare e si salvò ai play-out.
Nel 2003-04 Santino Coppa lasciò la squadra per andare a vincere una Coppa Italia con Schio. A Priolo arrivò l'allenatore Andrea Petitpierre, che ottenne una salvezza stentata e non venne confermato. Coppa tornò a casa nel 2004-05 e ottenne anche la partecipazione ai play-off scudetto. La stagione successiva, le biancoverdi arrivarono seconde dopo gara-5 della finale dei play-off contro Schio. Nel 2006-07 il loro cammino si fermò in semifinale contro la Germano Zama Faenza.

Sofia Vinci nel 1989.

Nella stagione 2008-09, l'Acer Erg Priolo si qualificò per i play-off per lo scudetto classificandosi al settimo posto. Nei quarti di finale le priolesi vennero subito eliminate dal Famila Schio per 2-0. Andò molto bene la stagione regolare 2009-10: un rendimento ottimo in casa e continuo in trasferta permise la qualificazione ai play-off contro Venezia. Alla vigilia della seconda fase, tuttavia, le dimissioni subito revocate dall'allenatore scossero l'ambiente, ma non si andò oltre gara-3 dei quarti.
Nel marzo 2011 la società festeggiò i 25 anni consecutivi nella massima serie in un incontro a cui era invitato chiunque abbia scritto una pagina della storia della squadra biancoverde. Il settimo posto al termine della stagione regolare diede accesso ai play-off contro la campione d'Italia in carica Taranto, che la eliminò già in gara-2; qualche giorno dopo, Santino Coppa avrebbe annunciato la consegna della squadra al comune per problemi economici. La rinuncia alla serie A1 è scongiurata un paio di mesi dopo, grazie al rinnovo della sponsorizzazione dell'ERG e dell'Isab, e ufficializzata dall'iscrizione a cui hanno contribuito anche piccole aziende locali.

### La ripartenza dalla Serie C e la rinascita
Dopo 28 anni di massima serie, la società rinuncia alla serie A1 per iscriversi in serie C.
Dopo due anni di inattività , legati anche a problemi di inagibilità dell'impianto sportivo, nel 2017 il club ottiene il ripescaggio in Serie B. La Trogylos fissa come obiettivo il ritorno in massima serie nel più breve tempo possibile, nominando al progetto tecnico, Sofia Vinci (ex bandiera biancoverde degli anni novanta), presidente Carlo Ventura ed allenatore il megarese Giovanni Catanzaro. Dopo un avvio di campionato disastroso per via della rosa incompleta, il sodalizio biancoverde dopo essersi riorganizzato, comincia a scalare la classifica fino al completamento del girone al terzo posto, entrando di diritto a disputare i play-off regionali. Play-off che le ragazze allenate da Giovanni Catanzaro vincono, battendo dapprima in semifinale le ragazze della Fenice Priolo, ed in finale il Cus Unime Messina, approdando agli spareggi nazionali per l'accesso in Serie A2, sfidando in semifinale le campane del Cercola. Semifinale che interrompe il cammino biancoverde al sogno promozione, in quanto dopo aver vinto gara uno tra le mura amiche per 52 a 49, nella gara di ritorno si impongono le campane col punteggio di 57 a 46, vanificando i tre punti di vantaggio da difendere per le siciliane.
L'anno successivo, le ragazze biancoverdi sono allenate da Gino Coppa, fratello di Santino Coppa. Il team priolese, dopo le solite problematiche legate all'inagibilità del proprio palazzetto, che costringono Seino e compagne a girovagare tra Siracusa e Brucoli, riescono con un organico dimezzato, a raggiungere il terzo posto nella classifica finale di campionato, approdando ai play-off regionali, sfidando le etnee della Raimbow Catania.
Dopo un altro anno di stacco di sola attività giovanile, nel 2020-2021 la squadra gioca a Noto guidata di nuovo da Santino Coppa; ha il titolo di Serie B ma deve partecipare alla Serie C regionale nel mini girone con Ad Maiora e I Have a Team. Nel 2021-2022 inizialmente si iscrive alla Serie B, per poi rinunciarvi.

## Cronistoria
| Cronistoria della Libertas Trogylos Basket Priolo |
| --- |
| - 1970 · fondazione della Libertas Trogylos Basket - 1970-1975 · attività in ambito regionale - 1975-1976 · in Promozione, promossa in Serie C - 1976-1977 · in Serie C - 1977-1978 · in Serie C, promossa in Serie B - 1978-1979 · in Serie B - 1979-1980 · in Serie B, promossa in Serie A2 - 1980-1981 · 9ª in Serie A2 - 1981-1982 · Latte Sole, 8ª nel Girone B di Serie A2 - 1982-1983 · in Serie A2 - 1983-1984 · in Serie A2 - 1984-1985 · in Serie A2 - 1985-1986 · in Serie A2, promossa in Serie A1 - 1986-1987 · Polenghi, 4ª in Serie A1, eliminata ai quarti dei play-off Ottavi di finale di Coppa Ronchetti. - 1987-1988 · Ibla, 3ª in Serie A1, eliminata ai quarti dei play-off Quarti di finale di Coppa Ronchetti. - 1988-1989 · Enichem, 3ª in Serie A1, Campione d'Italia Semifinalista in Coppa Ronchetti. - 1989-90 · Enimont, 5ª in Serie A1, eliminata ai quarti dei play-off Campione d'Europa - 1990-91 · Enimont, 5ª in Serie A1, eliminata in semifinale dei play-off. Quarti di finale di Coppa Ronchetti. - 1991-92 · Enichem, 4ª in Serie A1, eliminata in semifinale dei play-off. Finalista di Coppa Ronchetti. - 1992-93 · Enichem, 6ª in Serie A1, eliminata ai quarti dei play-off. Secondo turno preliminare di Coppa Ronchetti. - 1993-94 · 5ª in Serie A1, eliminata in semifinale dei play-off. - 1994-95 · Isab Energy, 9ª in Serie A1. Semifinalista di Coppa Ronchetti. - 1995-96 · Isab Energy, 9ª in Serie A1, 3ª in Poule Retrocessione. - 1996-97 · Isab Energy, 7ª in Serie A1, eliminata ai quarti dei play-off - 1997-98 · Isab Energy, 6ª in Serie A1, eliminata in semifinale dei play-off - 1998-99 · Isab, 4ª in Serie A1, eliminata in semifinale dei play-off - 1999-00 · Isab, 6ª in Serie A1, Campione d'Italia - 2000-01 · Isab, 7ª in Serie A1, eliminata ai quarti dei play-off - 2001-02 · 7ª in Serie A1, eliminata ai quarti dei play-off - 2002-03 · Acer, 12ª in Serie A1, salva ai play-out - 2003-04 · Acer, 7ª nel Girone A di Serie A1, 3ª nel Gruppo C di seconda fase, 3ª nella Poule Salvezza - 2004-05 · Acer, 7ª in Serie A1, eliminata ai play-off - 2005-06 · Acer, 2ª in Serie A1, vicecampione d'Italia - 2006-07 · Acer, 4ª in Serie A1, eliminata in semifinale dei play-off - 2007-08 · Acer, 6ª in Serie A1, eliminata ai quarti dei play-off - 2008-09 · Acer Erg, 7ª in Serie A1, eliminata ai quarti dei play-off - 2009-10 · Erg Power&Gas, 5ª in Serie A1, eliminata ai quarti dei play-off - 2010-11 · 7ª in Serie A1, eliminata ai quarti dei play-off - 2011-12 · Erg, 10ª in Serie A1, salva dopo i play-out - 2012-13 · Isab Energy, 6ª in Serie A1, eliminata ai quarti dei play-off scudetto - 2013-14 · Bricocenter, 11ª in Serie A1. Rinuncia all'iscrizione e riparte dalla Serie C. - 2014-15 · riparte dalla società satellite ASD Nuova Trogylos Priolo. Bricocenter, 6ª in Serie C Sicilia - 2015-17 · Attività giovanile. Ammessa in Serie B a completamento organici. - 2017-18 · 3ª in Serie B. Vince i play-off regionale, ammessa ai play-off nazionali, eliminata in semifinale. - 2018-19 · 3ª in Serie B. Ai play-off regionali. - 2019-20 · Attività giovanile. - 2020-21 · si trasferisce a Noto. 4ª in Serie C Sicilia. - 2021-22 · rinuncia all'iscrizione in Serie B. |

## Colori e simbolo
La tradizionale casacca della Trogylos è caratterizzata dai colori bianco e verde. Questi colori vengono alternati come prima e seconda maglia. Altro colore spesso utilizzato in occasioni di gare ufficiali è il giallo.
Il simbolo del club è un pallone da basket con in basso scritto il nome Trogylos Priolo in verde, colore rappresentativo del sodalizio aretuseo.

## Palazzetto
Il PalaAcer è situato in contrada San Focà, alle porte di Priolo Gargallo, si sviluppa su un'area di circa 19.000 m², con una capienza di 4.500 posti ed oltre ad essere il campo di gioco della Trogylos Priolo è stato utilizzato per concerti rock e pop. Il suo nome è legato ad esigenze di sponsorizzazione e così, durante gli anni ha assunto varie denominazioni (PalaEnichem, PalaEnimont, PalaAcer) al variare dello sponsor principale della squadra.
Dal 2015 il PalaAcer causa problemi gestionali che di agibilità, è stato più volte chiuso, non potendo ospitare le gare interne della Trogylos. Pertanto le ragazze biancoverdi sono dovute emigrare più volte a Siracusa per la disputa delle proprie gare interne.

## Cestiste celebri
- Sofia Vinci (1980-2003)
- Regina Street (1986-1991) e (1995-1996)
- Pina Tufano (1986-1992) e (1996-1997)
- Lynette Woodard (1987-1989)
- Svetlana Kuznecova (cestista) (1989-1990)
- Susanna Bonfiglio (1989-2002) e (2004-2014)
- Hortência de Fátima Marcari (1990-1991)
- Polina Cekova (1991-1995)
- Diāna Skrastiņa (1992-1997)
- Tania Ferrazza (1994-2005)
- Rhonda Mapp (1996-1997)
- Tangela Smith (1998-1999)
- Iris Ferazzoli (1998-2001)
- Saška Aleksandrova (1998-2000)
- Tania Seino (1999-2004), (2005-2013) e (2017-oggi)
- Érica Sánchez (1999-2001)
- Reda Aleliūnaitė (1999-2000)
- Tari Phillips (1999-2000) e (2006-2008)
- Florina Pașcalău (2002-2011)
- Roberta Meneghel (2003-2010)
- Angela Gianolla (2005-2006) e (2007-2009)
- Beatrice Sciacca (2005-2009)
- Josephine Grima (2005-2007)
- Tanja Ćirov (2008-2012)
- Adia Barnes (2008-2009)
- Simona Ballardini (2014)

## Roster 2017-2018
Aggiornato al 20 novembre 2017.
|  | Naz.                |  | Sportivo            |  |  |  |
|  | ------------------- |  | ------------------- |  |  |  |
|  | Croazia (bandiera)  |  | Iva Cigic           |  |  |  |
|  | Italia (bandiera)   |  | Giulia Spampinato   |  |  |  |
|  | Cuba (bandiera)     |  | Tania Seino         |  |  |  |
|  | Italia (bandiera)   |  | Jasmine Capici      |  |  |  |
|  | Italia (bandiera)   |  | Sofia Cocina        |  |  |  |
|  | Italia (bandiera)   |  | Mariasole Gaudioso  |  |  |  |
|  | Italia (bandiera)   |  | Rachele Palamidessi |  |  |  |
|  | Lettonia (bandiera) |  | Laine Karlsone      |  |  |  |
|  | Italia (bandiera)   |  | Martina Guzzardi    |  |  |  |
|  | Italia (bandiera)   |  | Giorgia Marmo       |  |  |  |

## Palmarès

La vittoria della Coppa dei Campioni 1989-90

- Campionato italiano: 2

1988-89, 1999-00
- Coppa dei Campioni: 1

1989-90

## Statistiche e record

### Partecipazione ai campionati
| Livello | Categoria | Partecipazioni | Debutto   | Ultima stagione | Totale |
| ------- | --------- | -------------- | --------- | --------------- | ------ |
| 1°      | Serie A1  | 28             | 1986-1987 | 2013-2014       | 28     |
| 2°      | Serie A2  | 6              | 1980-1981 | 1985-1986       | 6      |
| 3°      | Serie B   | 4              | 1978-1979 | 2018-2019       | 4      |
| 4°      | Serie C   | 3              | 1976-1977 | 2014-2015       | 3      |